# Los Tiburones
Los Tiburones é um grupo musical composto por Martin e Esteban Benjamin Correa Dominguez, artistas de língua espanhola. 

## História
O grupo nasceu com o nome Regency, em 1989 em Santo Domingo, na República Dominicana no comando do seu líder naquele então Martin mais conhecido como DJ MARTIN Em 1992 o Martin foi para Venezuela dando de encontro com seu irmão Estaban dando ai inicio a uma historia Musical no pais  Venezuela,  onde fizeram  vários trabalhos de reconhecimento  nacional. Em 1996 o grupo passou decidiu buscar novas fronteiras para seu trabalho musical e foi no Brasil que o Grupo composto por Martin e Esteban passou a se chamar Los Tiburones através da ideia de um DJ de reconhecimento na região Norte chamado Akex Marques dando inicio a uma carreira de muito sucesso na região norte do Brasil, anos mais tarde conheceram o Dj Raidi Rebello e seu trabalho se propagou por praticamente todo o pais com o primeiro CD lançado em1997 intitulado TE QUIERO.
Atualmente o grupo está fazendo um trabalho no estilo Regaaeton no Brasil e vários países latinos e nos Estados Unidos através de DJs, tendo também a música "Festa no quintal", que é no estilo dance, sendo executada em todo o Brasil.
A história discográfica do grupo conta com quatro CDs lançados no Brasil, incluindo os gêneros musicais como Dance, Merengue, Regaaeton e Hip Hop.